# Carloman Ier
Pour les articles homonymes, voir Carloman.
Carloman Ier, né en 751 à Soissons, mort le 4 décembre 771 à Samoussy dans l'Aisne, fut roi des Francs de 768 à 771. Frère cadet de Charlemagne, il est le fils et successeur de Pépin le Bref.

## Biographie
Fils du roi des Francs Pépin le Bref et de Bertrade de Laon, il aurait été associé avec son frère Charles au sacre de leur père en 754 à Saint-Denis. Après la mort de son père, tandis que son frère Charlemagne est sacré roi des Francs à Noyon le 9 octobre 768, il reçoit l'onction le même jour à Soissons, qui devient capitale de son royaume.

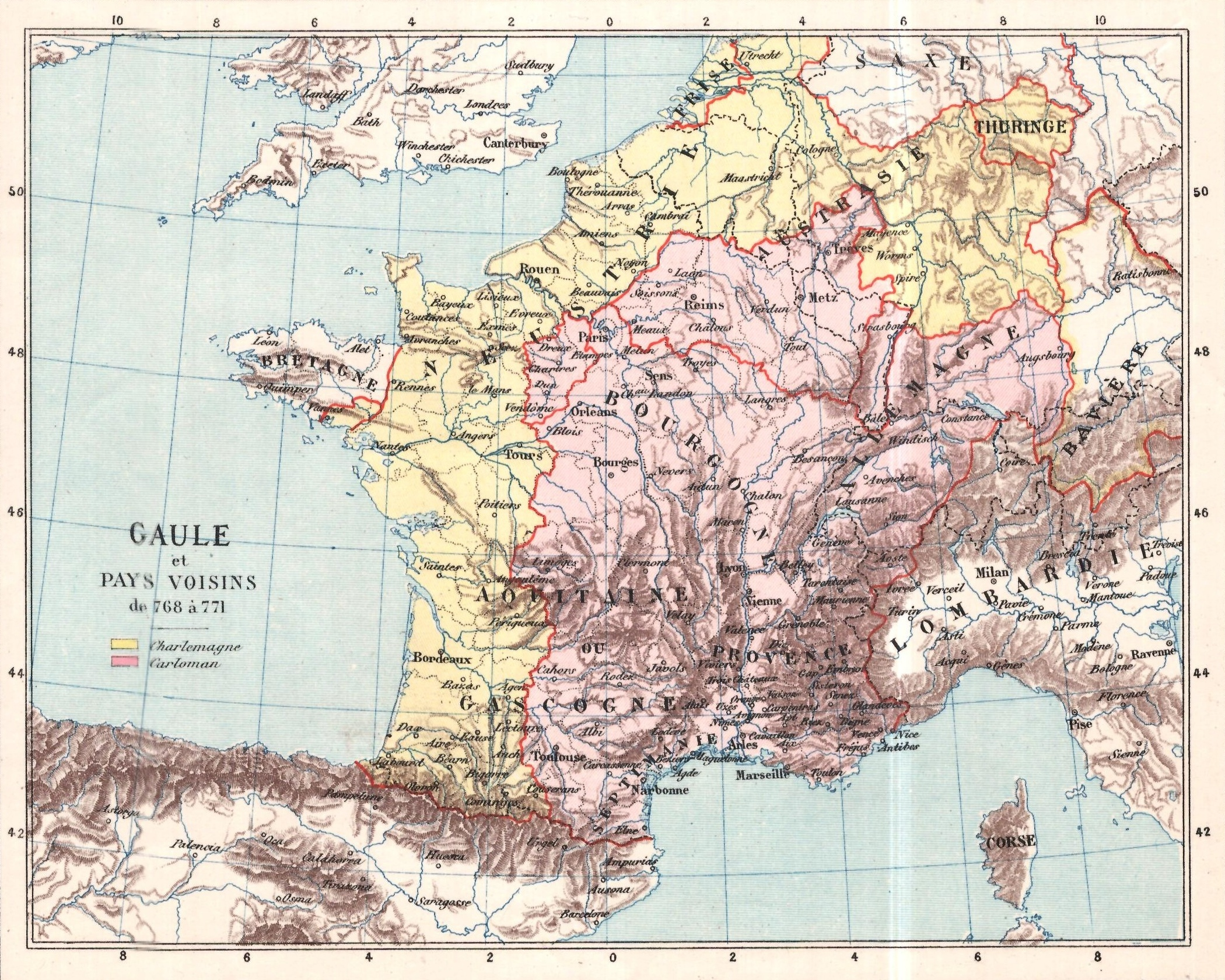
Le royaume de Carloman en rouge (selon Auguste Longnon).

Le partage du royaume entre Carloman et Charlemagne est fort diversement relaté par les historiens ; tel que Pépin l'avait prévu, il est remis en cause lors d'une assemblée générale des grands feudataires du royaume :
- Charlemagne reçoit l'ancienne part de son père : la Neustrie, la Bourgogne et l'Aquitaine ;
- Carloman reçoit celle qui avait été dévolue à son oncle Carloman, à savoir l'Austrasie, l'Alémanie, la Thuringe, et les pays tributaires[2].

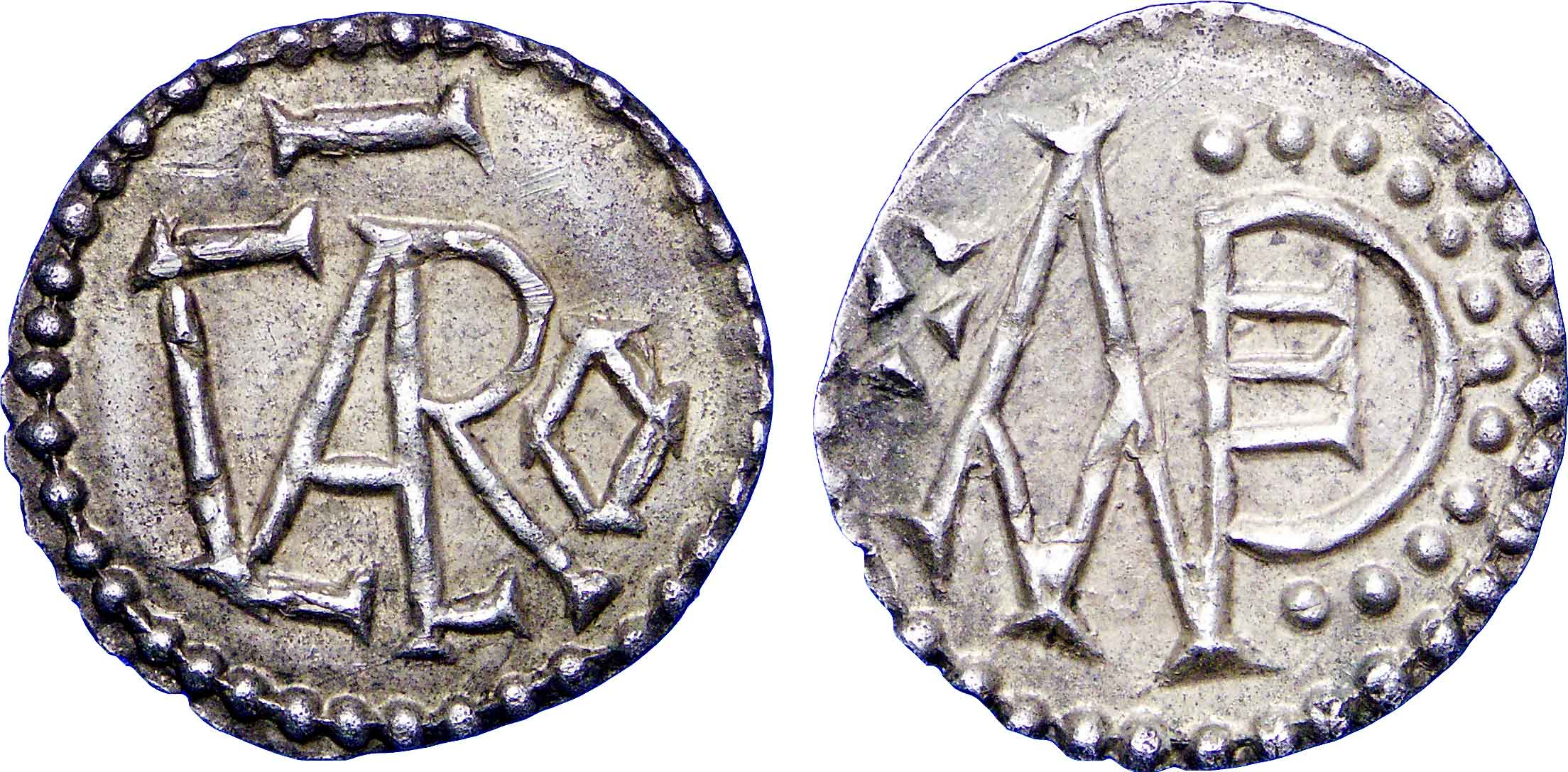
Denier sous Carloman Ier.

Carloman et Charlemagne ne s'entendent guère. Ainsi, en mars 769, Carloman laisse son frère mater seul une révolte des Aquitains menée par Hunald, fils du rebelle Waïfre.
Leur mère Bertrade intervient en politique, afin de régler les différends qui opposent les deux frères, en réalisant une alliance avec le duc Tassilon III de Bavière et avec Didier, roi des Lombards. En 770, les deux frères se réconcilient.
À partir de juin 771, pressentant sa mort venir, il cède plusieurs de ses domaines à l'église abbatiale de Saint-Remi de Reims en échange d'une sépulture en son sein. Les causes de sa mort soudaine le 4 décembre 771 en son palais de Samoussy sont incertaines car aucun témoin de l'époque ne donne de précisions, sinon qu'elles furent malheureuses. Sa mort serait consécutive à un important saignement de nez, probablement causé par un empoisonnement[réf. nécessaire].

## Sépulture
Carloman Ier fut inhumé en l'église abbatiale de Saint-Remi de Reims. Cependant, cinq éléments ont conduit les historiens à s'interroger sur la destinée de sa sépulture :
1. Le frère de Charlemagne n'a pas été honoré par un monument funéraire lors de la campagne de décoration du XIIe siècle[7] ;
2. Avant la Révolution française, il y avait de nombreuses épitaphes dans l'église abbatiale de Saint-Remi de Reims mais aucune ne mentionnait Carloman Ier[7] ;
3. Le sarcophage qui lui a été attribué à Reims à partir du XVIIe siècle n'était probablement pas le sien[8] ;
4. Dans la basilique Saint-Denis, existaient un tombeau et un gisant attribués au roi Carloman Ier, fils du roi Pépin[7] ;
5. Lors de la Révolution française, en 1793, le tombeau est vidé, comme celui des autres monarques.

## Suites de la mort de Carloman
Dès la mort de Carloman, Charlemagne, profitant de la situation, évince ses deux jeunes neveux en prenant possession du royaume de son frère au mépris de tous leurs droits. Après avoir rallié des fidèles de Carloman, notamment son cousin Adalard de Corbie, l'abbé Fulrad et le comte Warin, il devient l'unique monarque du royaume franc.
Voyant en cela une menace pour ses enfants, Gerberge, veuve de Carloman, accompagnée de quelques seigneurs francs, part se réfugier en Italie. Elle aurait pu gouverner au nom de ses enfants, mais préféra se réfugier avec ses enfants auprès du roi Didier de Lombardie, que l'on soupçonna par la suite de vouloir sacrer le fils de Carloman.[réf. nécessaire]
Lorsque Charlemagne conquit la Lombardie, il assiégea Pavie. La famille de Carloman se réfugia alors à Vérone mais la ville fut prise et Charlemagne s'empara de Gerberge et de ses enfants.[réf. nécessaire]

## Descendance
Les Annales Lobienses précisent que l'épouse de Carloman était une fille de Didier, roi des Lombards, et qu'elle engendra deux fils. Mais selon plusieurs historiens, il s'agit là d'une confusion, sans doute due au mariage de Charlemagne avec la fille de Didier et au fait que Gerberge se réfugia en Italie.
Son premier fils, Pépin, né en 770, fut soutenu par Didier, roi des Lombards, qui demanda au pape Adrien de le couronner. En 774, devant l'avancée de son oncle Charlemagne, il est emmené à Vérone où il est pris avant d'être probablement enfermé dans un cloître.
Des légendes tardives identifient le deuxième fils de Carloman à saint Syagrius, évêque de Nice (777-797) mais cela a été contesté, notamment par Christian Settipani. K.A. Echhardt en 1963 et E. Hlawitschka en 1974 ont voulu voir dans cet enfant la future sainte Ida, mère de Warin, abbé de Corbie et ancêtre de la maison de Saxe mais cette hypothèse n'a pas été retenue par les auteurs postérieurs (R. Wenskus en 1976 et B. Kasten en 1986).

## Généalogie
```
   ┌─ 
Charles dit 
Martel
 (v. 
685
 – † 
741
),
   │                       
   │                       
┌─ 
Pépin le
 
Bref
(v. 
715
 – † 
768
), 
roi des Francs
 (
751
).
│  │                    
│  └─ 
Rotrude
 (? – ?).
│

Carloman
 
I
er

│
│  ┌─ 
Caribert de Laon
 ou 
Héribert
 (avant 
696
 – †
747
), 
comte de Laon
.
└─ 
Bertrade ou Berthe de Laon dite 
au Grand Pied
 (? – † 
783
).
   └─ 
Gisèle
 (? – ?).
```

```
Carloman
 
I
er

 ép. vers 
769
 
Gerberge

 │
 ├─
Pépin
 (? – ?), enfermé dans un monastère par 
Charlemagne
.
 └─N ou Ne (? – ?), enfermé dans un monastère par 
Charlemagne
.
```

Voir aussi généalogie des Carolingiens et des Pépinides.

## Télévision
- Charlemagne, le prince à cheval, téléfilm franco-italo-germano-luxembourgeois en trois parties, réalisé par Clive Donner, et diffusé la première fois sur France 2 en 1993, avec Nils Tavernier dans le rôle de Carloman.